# Aéroport de Yushu-Batang
L'aéroport de Yushu-Batang (chinois : 玉树巴塘机场 ; pinyin : yùshù bātáng jīchǎng), (code IATA : YUS • code OACI : ZLYS), situé sur le canton de Batang (巴塘乡) est le deuxième de la province après celui de Xining, situé à 26 km, par la route, au Sud du centre de Gyêgu, a été ouvert au trafic le 1er août 2009.
La piste est longue de 3 800 m et large de 45 m, lui permettant d'accueillir des avions de type Airbus A319.

## Historique
Les travaux de construction commencent en mai 2007. En août 2008 les travaux de constructions sont achevés, avec une altitude de 3 905 m, c'est le 4e plus élevé des aéroports de Chine. Enfin, l'aéroport ouvre le 1er août 2009.

## Desserte
À l'inauguration, des vols réguliers ont lieu les mardis et samedi entre Yushu et Xi'an, capitale de la province du Shaanxi, via Xining.